# 1月30日 (旧暦)
旧暦1月30日は旧暦1月の30日目である。年によっては1月の最終日となる。六曜は赤口である。

## できごと
- 天正元年 （ユリウス暦1573年3月3日） - 将軍・足利義昭が織田信長討伐の為に挙兵

## 誕生日
- 崇徳3年/崇禎11年（グレゴリオ暦1638年3月15日） - 順治帝、清の3代皇帝（+ 1661年）
- 文政6年 （グレゴリオ暦1823年3月12日） - 勝海舟、江戸幕府陸軍総裁・元老院議官（+ 1899年）

## 記念日・年中行事
- 晦日正月